# استحالة فهم الله

يوضح القرأن الكريم في ما سبق,اعجاز العقل البشري على فهم الاله ,ومحدوديه تفكيره.!

في الأديان الإبراهيمية، تنص عقيدة استحالة فهم الله أو استحالة الإحاطة بالله أو تعذر فهم الله على أنه من المستحيل فهم أو إدراك الله بشكل كامل. ذكر القرآن في عدة مواضع هذا المفهوم، على سبيل المثال، ﴿لا تُدْرِكُهُ الْأَبْصارُ﴾ [ الأنعام:130 ] ,وَ﴿لا يُحِيطُونَ بِهِ عِلْماً﴾ [ البقره:255 ] ,وَ﴿لَيْسَ كَمِثْلِهِ شَيْءٌ﴾ [ الشورى:11 ]  قال المصنف:{{لاَ يَبْلُغُ كُنْهَ صِفَتِهِ الْوَاصِفُونَ، وَلاَ يُحِيطُ بِأَمْرِهِ الْمُتَفَكِّرُونَ، يَعْتَبِرُ الْمُتَفَكِّرُونَ بِآيَاتِهِ، وَلَا يَتَفَكَّرُونَ فِي مَاهِيَّةِ ذَاتِهِ}}. وفي سفر إشعياء 40:28"لا أحد يستطيع أن يستوعب فهمه/فهمه يعصى على الإدراك". معظم علماء اللاهوت يوازنون هذا بالقول إن الله يمكن معرفته بطرق معينة.